# برج توت
برج توت مربوط به دوره قاجار است و در شهرستان اردکان، روستای توت واقع شده و این اثر در تاریخ ۲۹ تیر ۱۳۷۸ با شمارهٔ ثبت ۲۳۵۰ به‌عنوان یکی از آثار ملی ایران به ثبت رسیده است.